# Conseil régional (Israël)
Pour les articles homonymes, voir Conseil régional.

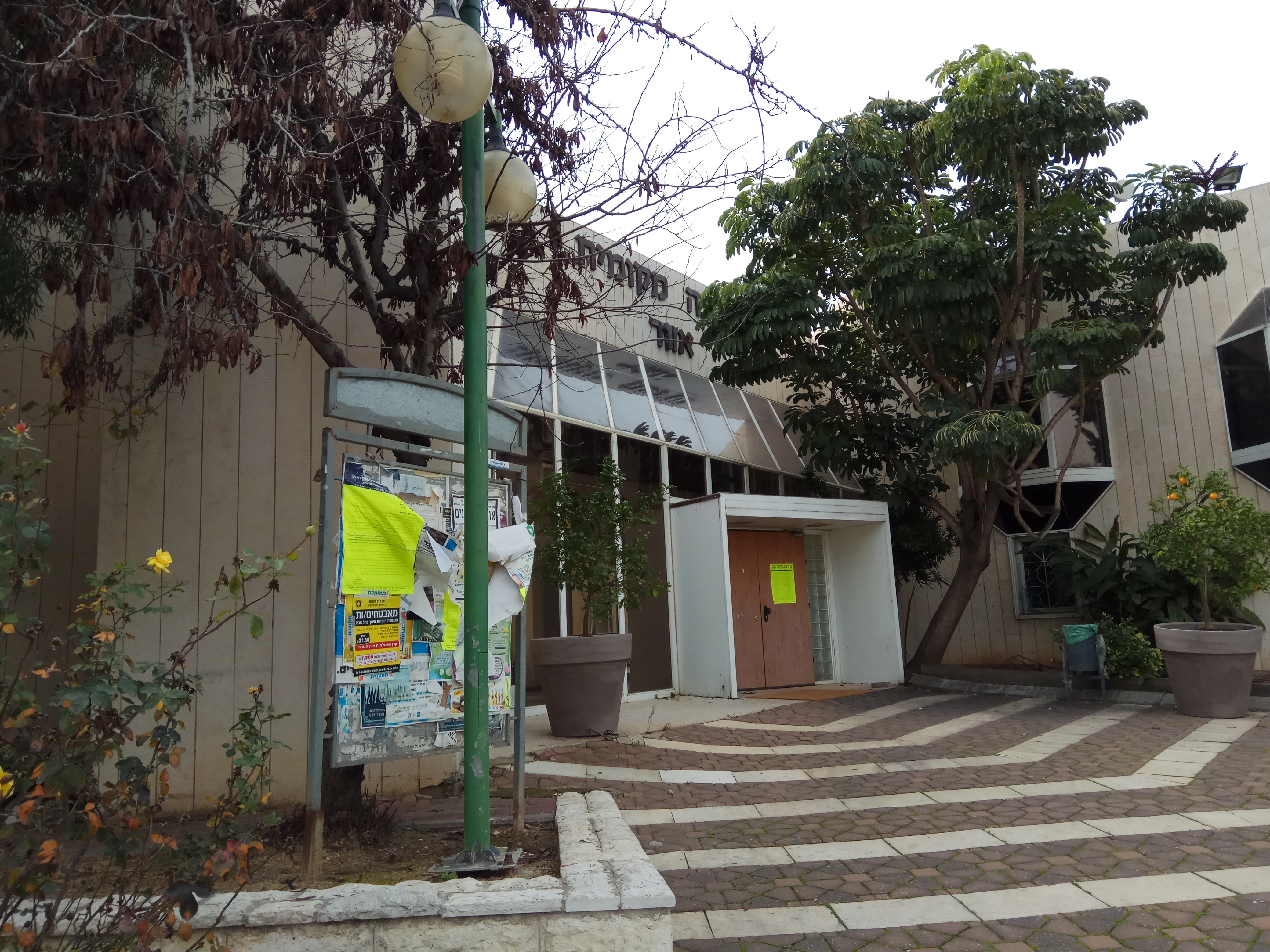

Les conseils régionaux d'Israël (en hébreu au singulier : מוֹעָצָה אֵזוֹרִית, Mo'atza Ezorit) sont une des trois formes d'administration territoriale locale de ce pays, les deux autres étant les villes et les conseils locaux. Il existe aussi des circonscriptions d'administration étatique, les districts, au nombre de six.
Il existe à l'heure actuelle en Israël et en Cisjordanie (« Judée-Samarie », selon la terminologie israélienne) 54 conseils régionaux, chargés d'administrer les communautés, en général rurales (notamment kibboutz et moshav), d'un territoire donné. 

## Organisation
Les conseils régionaux d'Israël (à l'intérieur de la ligne verte de 1949) fonctionnent en vertu d'une loi de 1958, ceux de Cisjordanie dans le cadre du gouvernorat militaire israélien.
Les conseils régionaux ont constitué une organisation nationale, le Centre du gouvernement régional d'Israël (anciennement Centre des conseils régionaux), qui a un statut d'association.
Les communautés incluses dans les conseils régionaux ne dépassent pas en général (chacune) 2 000 habitants. 
Les communautés ayant un conseil élu envoient au conseil régional un nombre de représentants proportionnel à leur taille, fixé avant chaque élection municipale (les dernières élections municipales ont eu lieu en mars 2024). Celles qui n'en ont pas sont administrées par le conseil régional.

## Liste des conseils régionaux
| Conseil            | Lien externe (he) | District                       |
| ------------------ | ----------------- | ------------------------------ |
| Alona              |                   | Haifa                          |
| Al-Batuf           |                   | Nord                           |
| Al-Kasom           |                   | Sud                            |
| Arava centre       |                   | Sud                            |
| Be'er Tuvia        |                   | Sud                            |
| Bnei Shimon        |                   | Sud                            |
| Brenner            |                   | Centre                         |
| Bustan al-Marj     |                   | Nord                           |
| Drom HaSharon      |                   | Centre                         |
| Emek HaMaayanot    |                   | Nord                           |
| Eshkol             |                   | Sud                            |
| Basse Galilée      |                   | Nord                           |
| Haute Galilée      |                   | Nord                           |
| Gan Raveh          |                   | Centre                         |
| Gederot            |                   | Centre                         |
| Gezer              |                   | Centre                         |
| Gilboa             |                   | Nord                           |
| Golan              |                   | Nord                           |
| Goush Etzion       |                   | Judée et Samarie (Cisjordanie) |
| Har Hebron         |                   | Judée et Samarie (Cisjordanie) |
| Emek Hefer         |                   | Centre                         |
| Hevel Eilot        |                   | Sud                            |
| Hevel Modi'in      |                   | Centre                         |
| Hevel Yavne        |                   | Centre                         |
| Hof Ashkelon       |                   | Sud                            |
| Hof HaCarmel       |                   | Haïfa                          |
| Hof HaSharon       |                   | Centre                         |
| Emek Yizra'el      |                   | Nord                           |
| Emek HaYarden      |                   | Nord                           |
| Bik'at HaYarden    |                   | Judée et Samarie               |
| Lakhish            |                   | Sud                            |
| Lev HaSharon       |                   | Centre                         |
| Emek Lod           |                   | Centre                         |
| Ma'ale Yosef       |                   | Nord                           |
| Mateh Asher        |                   | Nord                           |
| Mateh Binyamin     |                   | Judée et Samarie               |
| Mateh Yehuda       |                   | Jérusalem                      |
| Megiddo            |                   | Nord                           |
| Megilot            |                   | Judée et Samarie               |
| Menashe            |                   | Haifa                          |
| Merhavim           |                   | Sud                            |
| Merom HaGalil      |                   | Nord                           |
| Mevo'ot HaHermon   |                   | Nord                           |
| Misgav             |                   | Nord                           |
| Nahal Sorek        |                   | Centre                         |
| Neve Midbar        |                   | Sud                            |
| Ramat HaNegev      |                   | Sud                            |
| Sha'ar HaNegev     |                   | Sud                            |
| Sdot Negev (Azata) |                   | Sud                            |
| Shafir             |                   | Sud                            |
| Shomron            |                   | Judée et Samarie               |
| Tamar              |                   | Sud                            |
| Yoav               |                   | Sud                            |
| Zevulun            |                   | Haïfa                          |

### Anciens conseils régionaux
| Conseil        | District | Notes                                                                      |
| -------------- | -------- | -------------------------------------------------------------------------- |
| Abu Basma      | Sud      | divisé en 2012 en deux nouveaux conseils régionaux Al-Kasom et Neve Midbar |
| Sharon centre  |          |                                                                            |
| Ef'al          |          | divisé en 2007 entre les villes de Ramat-Gan, Or Yehuda et Kiryat Ono      |
| Hadar HaSharon | Centre   |                                                                            |
| Hof Aza        | Sud      |                                                                            |
| Kiryat Ono     |          |                                                                            |
| Mif'alot Afek  |          |                                                                            |
| Sharon nord    | Centre   |                                                                            |
| Tel Mond       |          |                                                                            |
| Yarkon         |          |                                                                            |